# (19948) 1981 EP40
A (19948) 1981 EP40 a Naprendszer kisbolygóövében található aszteroida. Schelte J. Bus fedezte fel 1981. március 2-án.